# توماس فريدريك ريتشاردز
توماس فريدريك ريتشاردز (بالإنجليزية: Thomas Frederick Richards)‏ هو سياسي بريطاني (وحمل سابقاً جنسية المملكة المتحدة لبريطانيا العظمى وأيرلندا)، ولد في 25 مارس 1863، وتوفي في 4 أكتوبر 1942. حزبياً، نشط في حزب العمال. في الانتخابات العامة في المملكة المتحدة 1906 ‏، انتخب عضو برلمان المملكة المتحدة الـ28 عن دائرة Wolverhampton West ‏ (12 يناير 1906 – 10 يناير 1910).